# Agrotis gladiaria
Agrotis gladiaria là một loài bướm đêm trong họ Noctuidae.